# Spatel (gynaecologie)
In de gynaecologie worden uitstrijkspatels gebruikt voor het maken van uitstrijkjes. Deze spatels zijn meestal van hout gemaakt, net als tongspatels, maar ze hebben een iets andere vorm, vaak een L-vorm.